# Margarethe Noé von Nordberg
Margarete Schell-von Noé (* 2. Juni 1905 in Wien als Margarete Noé von Nordberg; † 29. November 1995 in Preitenegg, Kärnten), später auch bekannt unter dem Namen Margarethe von Noé, war eine österreichische Schauspielerin.

## Leben
Die Bühnenschauspielerin Margarete Schell von Noé lernte 1923, als sie an den Münchener Kammerspielen tätig war, den schweizerischen Schriftsteller Hermann Ferdinand Schell kennen und heiratete ihn. Daraufhin gab sie ihr Schauspielengagement auf.
Nach dem Anschluss Österreichs an das Deutsche Reich 1938 übersiedelte die Familie in die Heimat ihres Mannes nach Zürich. Ihre vier Kinder Maria, Carl, Maximilian und „Immy“ Immaculata wurden allesamt Schauspieler. Maria konnte in ihrer Karriere als Schauspielerin mehrere internationale Erfolge vorweisen, Maximilian wurde 1962 mit dem Oscar als bester Hauptdarsteller für den Film Urteil von Nürnberg ausgezeichnet und hatte gleichfalls Erfolge als Regisseur. Immy, die jüngste der Geschwister, begann ihre Karriere zunächst unter dem Pseudonym Edith Nordberg, um nicht die Bürde des großen Namens tragen zu müssen. Alle vier Kinder erreichten in ihrem Beruf einen deutlich höheren Bekanntheitsgrad als die Mutter, die ihren Beruf fast völlig aufgab.
Lediglich zwei Mal trat sie noch unter der Regie ihres Sohnes Maximilian in Spielfilmen auf: 1973 als „Frau Buchmann“ in Der Fußgänger und 1975 als „Frau Schönler“ in der Dürrenmatt-Verfilmung Der Richter und sein Henker. Stattdessen war sie in der Schweiz als Schauspiellehrerin tätig.
1992 veröffentlichte sie ihre Memoiren unter dem Titel Mutter ist die schönste Rolle. Am 29. November 1995 starb sie nach langer schwerer Krankheit in ihrem Haus in Oberpreitenegg an den Folgen eines wenige Tage zuvor erlittenen Schwächeanfalls. Sie wurde am 4. Dezember 1995 auf dem Ortsfriedhof von Preitenegg zur ewigen Ruhe gebettet.

## Filmografie
- 1940: Fräulein Huser
- 1943: Das Leben beginnt (Matura-Reise)
- 1973: Der Fußgänger
- 1975: Der Richter und sein Henker

## Autobiografie
- Margarete Schell von Noé (aufgezeichnet von Helmut Walbert): Mutter ist die schönste Rolle. Liebevolle Erinnerungen. Langen Müller in der F. A. Herbig Verlagsbuchhandlung, München 1992, ISBN 3-7844-2392-2.